# Кейн, Джон Джозеф
Джон Джозеф Кейн (англ. John Joseph Kain; 31 мая 1841, Мартинсберг, штат Виргиния, США — 13 октября 1903, Сент-Луис, штат Миссури, США) —  прелат Римско-католической церкви, 2-й епископ Уилинга, 1-й титулярный архиепископ Оксиринха, 3-й глава и 2-й архиепископ Сент-Луиса. Один из первых католических иерархов, родившихся на территории США  .

## Биография
Джон Джозеф Кейн родился в городке Мартинсберг, на западе штата Виргиния в США, 31 мая 1841 года. Он был единственным сыном эмигрантов Джеремайи Кейна и Эллен, урождённой Мёрфи, переехавших в США из Ирландии. С 1857 по 1862 год обучался в семинарии святого Карла, в Элликотт-Сити. Продолжил образование в Высшей семинарии и университете Сент-Мэри в Балтиморе.
2 июля 1866 года в Балтиморе был рукоположен в священники для епархии Ричмонда. После рукоположения был назначен клириком в родной приход святого Иосифа в Мартинсберге. В его обязанности также входила работа на миссиях и пасторское попечение о католиках, проживавших в восьми округах штата Западная Виргиния и четырёх округах штата Виргиния. Центр миссий находился в городе Харперс-Ферри.
За семь лет пастырской и миссионерской деятельности он реконструировал церкви в Харперс-Ферри и Мартинсберге и заново построил церкви в Винчестере и Беркли-Спрингс, разрушенные во время Гражданской войны в США.
12 февраля 1875 года Папа Пий IX назначил его епископом Уилинга. Хиротония состоялась в Балтиморе 23 мая того же года; основным консекратором был архиепископ Джеймс Рузвельт Бейли, которому сослужили епископы Томас Альберт Эндрю Беккер и Джеймс Гиббонс. На церемонии присутствовала восьмидесятилетняя мать нового епископа.
Согласно статистике, в епархии Уилинга при епископе Джоне Джозефе Кейне на начало 1885 года служили 34 священника в 62 церквях, 8 часовнях и 40 пастырских пунктах, находились 4 монастыря. Численность белых католиков на территории диоцеза составляла около 20 000 человек. Действовали 34 учебных заведения, в их числе один колледж для мальчиков и шесть академий для девочек, в которых учились 2 000 учеников, а также госпиталь и приют, который курировали монахини из Ордена посещения Пресвятой Девы Марии и Конгрегации сестёр святого Иосифа. Епископ лично основал пятнадцать новых приходов и шесть школ.
Большое внимание Джон Джозеф Кейн уделял духовным и социальным потребностям иммигрантов в своей епархии, большая часть которых работала на шахтах и заводах Западной Виргинии. Заслужив уважение рабочих, он часто консультировал их по вопросам связанным с трудовым законодательством и образованием.
21 мая 1893 года Папа Лев XIII назначил его коадъютором архиепископа Питера Ричарда Кенрика в архиепархии Сент-Луиса, в штате Миссури. 16 июня того же года он был возведён в титулярные архиепископы Оксиринха в землях неверных (лат. in partibus infidelium). После смерти предшественника, 8 июня 1895 года Джон Джозеф Кейн стал третьим главой и вторым архиепископом Сент-Луиса. Он занимал кафедру до своей смерти, которая случилась 13 октября 1903 года. Похоронен на Голгофском кладбище в городе Сент-Луис, в штате Миссури.